# Nicolas Cabasilas
Pour les articles homonymes, voir Cabasilas.
Saint Nicolas Cabasilas (né en 1322 à Thessalonique - mort en 1391), de son patronyme Nicolas Chamaétos, est un auteur byzantin du XIVe siècle. Conseiller et ami de l'empereur Jean VI Cantacuzène, il fut un grand théologien laïc qui marqua la renaissance culturelle et mystique de Byzance, proche de l'école de spiritualité de l'hésychasme et de Grégoire Palamas. Pour le théologien Paul Evdokimov, « il universalise et socialise la méthode monastique des grands spirituels pour que tous en trouvent l’équivalent dans la pénétration de leur être par toutes les formes charismatiques de la vie de l’Église. » Il est fêté le 20 juin. 

## Éléments biographiques
Le nom de Cabasilas lui vient de sa mère.  Il est le neveu du côté maternel de Nil Cabasilas, archevêque de Thessalonique de 1361 à sa mort en 1363. Son père est sans doute Jean Chamaétos, kouaistôr (responsable des finances) et kastrophylax (commandant de la citadelle) de Thessalonique pendant la période où l'impératrice Anne de Savoie est installée dans cette ville, de 1351 à sa mort vers 1360. Il reçut sa première formation scolaire dans sa ville natale, sous la direction de son oncle Nil, et sa formation spirituelle de Dorothée Blatès, proche disciple de Saint Grégoire Palamas, et fréquenta les cercles de pieux laïcs qui s'adonnaient à la Prière de Jésus sous la direction de saint Isidore Boucheiras, le futur Patriarche 1347-1350, en compagnie notamment de Démétrios Cydonès, à peu près du même âge que lui. Ensuite, il se rendit à Constantinople, apparemment avec son oncle Nil, pour y faire ses études supérieures, mais revint sans doute assez rapidement à Thessalonique pour y suivre une formation juridique, la ville étant réputée dans ce domaine.
Après le début de la guerre civile opposant la  faction de Jean V Paléologue et celle  de Jean Cantacuzène (1341), il tente de jouer un rôle de médiateur à Thessalonique, et participe à une ambassade auprès de Manuel Cantacuzène pour négocier la reddition de la ville (1345). Mais au retour, le parti des « zélotes », opposé à cette reddition, provoque un soulèvement populaire et un massacre de l'aristocratie. Nicolas Cabasilas échappe de justesse à la mort, parvient à fuir de la ville et se rend à Constantinople, où il devient à partir de février 1347 un  conseiller de l'empereur Jean Cantacuzène, toujours aux côtés de Démétrios Cydonès dont le parcours a été le même. À l'automne de la même année, il accompagne Grégoire Palamas, nommé archevêque de Thessalonique, qui va prendre possession de son siège, mais l'accès à la ville leur est interdit par les « zélotes »; il se retire avec Palamas, pendant un an, dans un monastère du mont Athos. Quelque temps plus tard, il figure comme témoin, en tant que familier (oikeios) de l'empereur, dans le procès du moine de l'Athos Niphon Skorpios, accusé de messalianisme et de bogomilisme; ce procès, qui innocente Niphon, est placé sous la présidence de Grégoire Palamas.
En décembre 1354, Jean Cantacuzène ayant été déposé par Jean V Paléologue, il se retire de la vie politique et regagne sans doute Thessalonique. Il ne devient pourtant pas moine, mais sera pendant le reste de sa vie un laïc très proche de plusieurs monastères de la capitale.
Il rédigea plusieurs traités contre l'usure, l'injustice sociale et la corruption des élites. 
Ses œuvres principales sont La Vie en Christ  (Περὶ τῆς ἐν Χριστῷ ζωῆς) et L'Explication de la divine liturgie (suivie de L'Explication des ornements sacrés et L'Explication des rites de la divine liturgie). Nicolas est de plus l'auteur de nombreuses homélies, d'une Prière à Jésus-Christ, et de quelques panégyriques profanes de souverains. Elles furent éditées dès le XVIe siècle (Gentien Hervet, Jacobus Pontanus) et  ensuite  par Jacques Paul Migne dans la Patrologia Graeca. On a gardé  dix-huit de ses lettres, dont six adressées à son père, et d'autre part douze lettres qui lui ont été adressées. Il est aussi l'auteur de textes philosophiques contre les sceptiques (Contre Pyrrhon), et de traités juridiques et politiques: un traité sur le prêt à intérêt, un autre contre les abus des autorités, une supplique à l'impératrice en faveur des débiteurs ruinés.
Sa Vie en Christ influença durablement la piété orthodoxe : le journal du P. Jean de Cronstadt (Ma vie en Christ) lui doit son titre.
Les catholiques virent en lui un précurseur de la dévotion dans le Sacré-Cœur de Jésus. Bossuet  disait de Nicolas Cabasilas qu'il fut « un des plus solides théologiens de  l'Église grecque depuis trois à quatre cents ans, et au reste grand ennemi des Latins ».
Compté au nombre des saints dans l'Eglise orthodoxe, sa fête est le 20 juin.

## Écrit
Dans l’extrait suivant, Nicolas Cabasilas évoque la « Vie dans le Christ », selon le titre de son traité sur les sacrements. Ce titre montre à quel point « c’est dans ce côté mystérique, sacramentel de l’Église qu’on trouve le cœur du mysticisme orthodoxe : la vie en Dieu. »
« À l'évidence, la vie dans le Christ concerne non seulement le futur, mais accompagne dès à présent les saints qui vivent et agissent selon elle.
Il y a d'un côté ce qui vient de Dieu, de l'autre ce qui vient de notre ferveur personnelle ; le premier est l'œuvre propre de Dieu, l'autre réclame aussi notre générosité ; ou plutôt, ce que nous avons à apporter pour notre part, ce n'est rien d'autre que d’accueillir la grâce, de ne pas livrer le trésor (Mt 13, 44), de ne pas éteindre la lampe déjà allumée (Mt 25, 8), autrement dit de n'introduire en nous rien qui soit contraire à la vie, ni rien qui engendre la mort. Voici en quoi consistent pour l'homme tout bien et toute vertu : ne pas diriger le glaive contre soi-même, ne pas fuir le bonheur, ne pas faire tomber de sa tête les couronnes.
De son côté, le Christ présent sème lui-même de manière ineffable la vie en nos âmes comme notre fonds, car il est présent en vérité et assiste les prémices de la vie, que lui-même nous a fournies en séjournant parmi nous ; cependant, il est présent non pas comme la première fois, en partageant notre genre de vie, nos entretiens et nos préoccupations, mais d'une autre façon, meilleure et plus parfaite, qui fait que nous devenons avec lui un seul corps, une seule vie, ses membres, son corps et tout ce qui s'ensuit. »

## Œuvres publiées
- La Vie en Christ, Coll. Sources chrétiennes, n° 355 et 361, Le Cerf, 1989 et 1990.
- Explication de la divine liturgie, Coll. Sources chrétiennes n° 4bis, Le Cerf 1943.
- La Mère de Dieu. Homélies sur la Nativité, sur l’Annonciation et sur la Dormition de la Très Sainte Mère de Dieu, Lausanne. Traduction du grec par J.-L. Palierne, L’Âge d’Homme, 1992, 83 p.
- Correspondance de Nicolas Cabasilas (trad. Marie-Hélène Congourdeau), Paris, Les Belles Lettres, 2010, 264 p. (présentation en ligne)
- « Supplique à la très pieuse Augusta sur l’intérêt » (trad. Marie-Hélène Congourdeau et Olivier Delouis), Mélanges Cécile Morrisson, no 16,‎ 2010, p. 205-236 (lire en ligne [PDF])